# Schutzart
Die Schutzart gibt die Eignung von elektrischen Betriebsmitteln (zum Beispiel Geräten, Leuchten und Installationsmaterial) für verschiedene Umgebungsbedingungen an, zusätzlich den Schutz von Menschen gegen potentielle Gefährdung bei deren Benutzung. Schutzarten sind IP00 bis IP6K9K (ISO 20653) bzw. IP69 (DIN EN 60529).
Die Schutzart ist von der elektrischen Schutzklasse zu unterscheiden. Während die Schutzart den Schutz aktiver Teile gegen Berührung, Eindringen von Fremdkörpern und Wasser sowie die Stoßfestigkeit definiert (sog. Gehäuseschutz), beschreibt die Schutzklasse Maßnahmen gegen gefährliche Spannungen an berührbaren, betriebsmäßig nicht unter Spannung stehenden leitfähigen Teilen von Betriebsmitteln.

## Grundlagen
Elektrische und elektronische Geräte und Betriebsmittel müssen je nach Aufstellort und -bedingungen mit einem Gehäuse vor dem Eindringen von Schmutz, Staub, Wasser oder auch Körperteilen und Gegenständen geschützt werden, um Gefährdungen von Personen oder den Ausfall z. B. durch Wasser, Korrosion oder evtl. leitfähigen Schmutz zu verhindern. Auch die mechanische Beanspruchung durch Stoßeinwirkung muss für eine zuverlässige Funktion und sicheren Gebrauch verhindert werden. Hiefür ist in Form der IP-Schutzarten eine Gruppeneinteilung vorgenommen worden, die die Auswahl von Geräten und Gehäusen entsprechend den Einsatzanforderungen erleichtert.
Die Prüfverfahren für die IP-Schutzarten versuchen, gängige Störeinflüsse nachzubilden. So ist IP2X mittels eines nachempfundenen Fingers zu überprüfen, IP3X stellt einen Schutz gegen den Zugang mit werkzeugähnlichen Gegenständen dar, IP4X bietet Schutz gegen das Eindringen z. B. von einem Draht oder ähnlichem. Es werden IP-Prüfsondensets eingesetzt, um nachzuweisen, dass kein Zugang zu bestimmten Teilen möglich ist.
Die zweite Ziffer beschreibt den Schutz gegen Wasser, weil dieses besonders gefährlich für elektrische Anlagen ist.

## IP-Schutzart (Berührungsschutz, Staub, Wasser)
Bezüglich ihrer Eignung für verschiedene Umgebungsbedingungen werden elektrische Betriebsmittel mit geeigneten Schutzarten, ausgedrückt mit IP-Codes, ausgeführt. Die Abkürzung IP steht für Ingress Protection (Eindringschutz), wird manchmal aber auch mit  International Protection gleichgesetzt.

### Normung
Für die IP-Codes gibt es verschiedene deutsche und internationale Normen.
- DIN EN 60529 (VDE 0470-1):2014-09 Schutzarten durch Gehäuse (IP-Code) (IEC 60529:1989 + A1 :1999 + A2:2013); Deutsche Fassung EN 60529:1991 + A1:2000 + A2:2013, früher VDE 0470-1
- ISO 20653:2013 Straßenfahrzeuge – Schutzarten (IP-Code) – Schutz gegen fremde Objekte, Wasser und Kontakt – Elektrische Ausrüstungen[4][5] beschreibt den aktuellen Stand für Straßenfahrzeuge mit Erweiterungen der Codierung der Schutzart gegenüber früheren DIN-Normen.

Alle Normen sind gültig, unterscheiden sich jedoch im Änderungsstand und im Detail. Bei der Angabe von IP-Codes ist es für eine eindeutige Codierung notwendig, die Bezugsnorm anzugeben.
Da sich die Bedeutungen der Schutzarten innerhalb der jeweiligen Normen im Vergleich zu früheren Ausgaben auch geändert haben, ist es darüber hinaus erforderlich, stets Nummer und Veröffentlichungsdatum der Norm anzugeben, um eine eindeutige Referenz herzustellen.
Mit ISO 20653 vom 15. August 2006 wurde die zurückgezogene DIN 40 050 Teil 9 fast wortwörtlich übernommen. Die beiden Vorschriften unterscheiden sich lediglich in der Staubzusammensetzung (Prüfstaub).

### Nomenklatur
Den in der Schutzartbezeichnung immer vorhandenen Buchstaben IP werden zwei Kennziffern (im Allgemeinen ohne Zwischenraum) angehängt. Diese zeigen an, welchen Schutzumfang ein Gehäuse bezüglich Berührung bzw. Fremdkörper (erste Kennziffer) und Feuchtigkeit bzw. Wasser (zweite Kennziffer) bietet.
Wenn eine der beiden Kennziffern nicht angegeben werden muss oder soll, wird diese durch den Buchstaben X ersetzt (zum Beispiel „IPX1“). Bei Bedarf können an die Ziffernkombination noch definierte Buchstaben zur genaueren Beschreibung der Schutzart angehängt werden. So sieht ISO 20653 den Buchstaben K für die Kennzeichnung der Ausrüstung von Straßenfahrzeugen bei einzelnen Kennziffern vor.

#### Erste Kennziffer des IP-Codes – Schutz gegen Fremdkörper und Berührung
| 1. Kennziffer | 1. Kennziffer | Bedeutung:                                                  | Bedeutung:                                    |
| ISO 20653     | DIN EN 60529  | Schutz gegen Fremdkörper                                    | Schutz gegen Berührung                        |
| ------------- | ------------- | ----------------------------------------------------------- | --------------------------------------------- |
| 0             | 0             | kein Schutz                                                 | kein Schutz                                   |
| 1             | 1             | Geschützt gegen feste Fremdkörper mit Durchmesser ≥ 50 mm   | Geschützt gegen den Zugang mit dem Handrücken |
| 2             | 2             | Geschützt gegen feste Fremdkörper mit Durchmesser ≥ 12,5 mm | Geschützt gegen den Zugang mit einem Finger   |
| 3             | 3             | Geschützt gegen feste Fremdkörper mit Durchmesser ≥ 2,5 mm  | Geschützt gegen den Zugang mit einem Werkzeug |
| 4             | 4             | Geschützt gegen feste Fremdkörper mit Durchmesser ≥ 1,0 mm  | Geschützt gegen den Zugang mit einem Draht    |
| 5K            | 5             | Geschützt gegen Staub in schädigender Menge                 | vollständiger Schutz gegen Berührung          |
| 6K            | 6             | staubdicht                                                  | vollständiger Schutz gegen Berührung          |

Genauere Erläuterungen finden sich in den jeweiligen Normen.
Hinweis: Während DIN EN 60529 IP5X und IP6X definiert, heißen diese beiden Schutzarten in ISO 20653 Teil 9 IP5KX und IP6KX.

#### Zweite Kennziffer des IP-Codes – Schutz gegen Wasser
| 2. Kennziffer | 2. Kennziffer | Bedeutung: Schutz gegen Wasser |
| ISO 20653     | DIN EN 60529  | Bedeutung: Schutz gegen Wasser |
| ------------- | ------------- | --- |
| 0             | 0             | kein Schutz |
| 1             | 1             | Schutz gegen Tropfwasser |
| 2             | 2             | Schutz gegen fallendes Tropfwasser, wenn das Gehäuse bis zu 15° geneigt ist |
| 3             | 3             | Schutz gegen fallendes Sprühwasser bis 60° gegen die Senkrechte |
| 4             | 4             | Schutz gegen allseitiges Spritzwasser |
| 4K            |               | Schutz gegen allseitiges Spritzwasser mit erhöhtem Druck |
| 5             | 5             | Schutz gegen Strahlwasser (Düse) aus beliebigem Winkel |
| 6             | 6             | Schutz gegen starkes Strahlwasser |
| 6K            |               | Schutz gegen starkes Strahlwasser unter erhöhtem Druck, spezifisch für Straßenfahrzeuge                                                                                                  |
| 7             | 7             | Schutz gegen zeitweiliges Untertauchen |
| 8             | 8             | Schutz gegen dauerndes Untertauchen. Soweit keine andere Angabe erfolgt, besteht ein Schutz bis 1 Meter Wassertiefe. Andere Wassertiefen müssen separat angegeben bzw. vereinbart werden |
|               | 9             | Schutz gegen Wasser bei Hochdruck-/Dampfstrahlreinigung, speziell Landwirtschaft |
| 9K            |               | Schutz gegen Wasser bei Hochdruck-/Dampfstrahlreinigung, spezifisch für Straßenfahrzeuge                                                                                                 |

Genauere Erläuterungen finden sich in den jeweiligen Normen.
Hinweis: DIN EN 60529 definiert nicht IPX9K. ISO 20653 definiert kein IPX9, sondern nur IPX9K.
Bis zum Schutzgrad IPX6 (bei DIN EN 60529) bzw. IPX6K (bei ISO 20653) sind die darunter liegenden Schutzgrade eingeschlossen. Bei den höheren Schutzarten gilt dies für die Wasserschutzgrade 7, 8 und 9K nicht automatisch. Falls ein Einschluss einer niedrigeren Schutzart gefordert wird, ist dies durch eine Doppelbezeichnung angegeben, beispielsweise IPX6K/IPX9K.

#### Kennbuchstabe für die 3. Stelle – Zugang zu gefährlichen aktiven Teilen
Dieser Kennbuchstabe kann laut DIN EN 60529 optional genutzt werden, genauere Erläuterungen finden sich dort.
| Kennbuchstabe | Bedeutung                                                                    |
| ------------- | ---------------------------------------------------------------------------- |
| A             | Geschützt gegen den Zugang zu gefährlichen aktiven Teilen mit dem Handrücken |
| B             | Geschützt gegen den Zugang zu gefährlichen aktiven Teilen mit einem Finger   |
| C             | Geschützt gegen den Zugang zu gefährlichen aktiven Teilen mit einem Werkzeug |
| D             | Geschützt gegen den Zugang zu gefährlichen aktiven Teilen mit einem Draht    |

#### Kennbuchstabe für die 4. Stelle
Dieser Kennbuchstabe kann laut DIN EN 60529 optional genutzt werden, genauere Erläuterungen finden sich dort.
| Kennbuchstabe | Bedeutung                                         |
| ------------- | ------------------------------------------------- |
| H             | Hochspannungs-Betriebsmittel                      |
| M             | Geprüft, wenn bewegliche Teile in Betrieb sind    |
| S             | Geprüft, wenn bewegliche Teile im Stillstand sind |
| W             | Geprüft bei festgelegten Wetterbedingungen        |

## IK-Schutzart (Stoßfestigkeit)
Früher wurde insbesondere in Frankreich eine optionale dritte Ziffer des IP-Codes zur Klassifizierung des Schutzes in Hinblick auf mechanische Krafteinwirkung genutzt. Diese wurde inzwischen durch den IK-Code bzw. den IK-Stoßfestigkeitsgrad ersetzt. Jedoch sind beide Methoden der Klassifizierung nicht eindeutig übertragbar.

## Typische Schutzarten

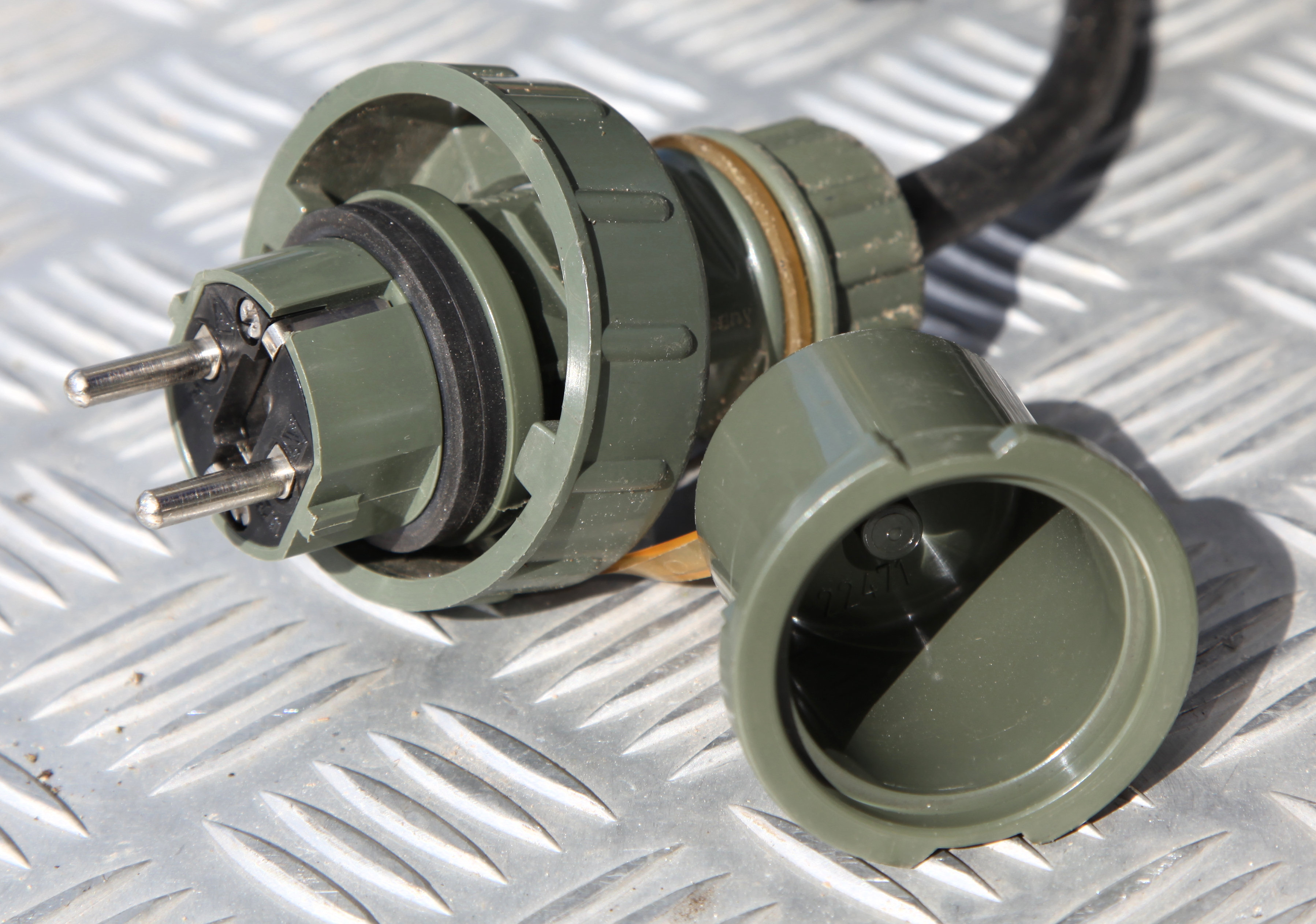
IP67-Schuko-Stecker mit Bajonettverriegelung am Stecker und geöffneter Abdeckkappe, deutlich ist am Stecker der Dichtungsgummiring (schwarz) zu erkennen

Vorweg: Teilweise sind auch Kombinationen der Schutzarten in Verwendung.
- In Industrieanlagen wird typischerweise IP54 verbaut, in Schaltschränken IP20.
- Im Kfz-Bereich ist beim Einbau im Trockenraum des Fahrzeugs bis zu IP55 sinnvoll (eventuell mit Vorgaben für die Einbaulage, so dass ein „Regenschirm“-Prinzip entsteht).
- Bei Verwendungen in Baumaschinen, im Katastrophenschutz, für Wehrtechnik, offen zugänglichen Einbauorten und im Motorraum von Straßenfahrzeugen wird IP6K6K, IP6K7, IP6K8 und IP6K9K nach DIN 40 050 Teil 9 verwendet.[9]
- Für Geräte, die in offenen Cockpits von Wasserfahrzeugen eingesetzt werden, wird IPX6 und IPX7 spezifiziert.[10] Sie müssen auch bei Dauerregen und überkommendem Seewasser zuverlässig funktionieren.
- Oft (zum Beispiel bei Bedienelementen im öffentlichen Nahverkehr oder an Aufzügen) muss auch Vandalismus berücksichtigt werden, dann ist IP5X angebracht, auch wenn die Betätigungsstromkreise mit Kleinspannung arbeiten und keine erhöhte Verschmutzungsgefahr besteht.
- Ein vollständiger Berührungsschutz ist ab IP5X gegeben, da ab diesem Schutzgrad ein unbeabsichtigtes Eindringen verhindert wird.